# Альфимово (Торжоцький район)
Альфимово (рос. Альфимово) — присілок в Торжоцькому районі Тверської області Російської Федерації.
Населення становить 126 осіб. Входить до складу муніципального утворення Сукромленське сільське поселення.

## Історія
Від 2005 року входить до складу муніципального утворення Сукромленське сільське поселення.

## Населення
| 1859 | 1884 | 1920 | 1997 | 2002 | 2010 |
| ---- | ---- | ---- | ---- | ---- | ---- |
| 256  | ↗360 | ↗507 | ↘209 | ↘156 | ↘126 |